# Simon Amstell
Simon Marc Amstell (Londra, 29 novembre 1979) è un comico, conduttore televisivo, sceneggiatore, regista e attore britannico.
In patria è principalmente noto per aver condotto, assieme a Miquita Oliver, il programma televisivo Popworld dal 2000 al 2006 e, da solo, il programma Never Mind the Buzzcocks dal 2006 al 2008, dove si segnalò in entrambi per il suo graffiante e "surreale" umorismo e per il suo atteggiamento apertamente derisorio nei confronti delle celebrità ospitate nel corso dei due show, e per essere stato l'ideatore, oltre che co-sceneggiatore e interprete principale, della sitcom Grandma's House, andata in onda dal 2010 al 2012.
È anche noto per i suoi spettacoli di stand-up comedy, in particolar modo Do Nothing (2010) e Numb (2012).

## Biografia
Amstell nasce a Gants Hill, una zona di Ilford, nel borgo di Redbridge (Londra), il 29 novembre del 1979 da una famiglia ebraica, primogenito dei quattro figli di David Amstell e di Tina Leventhal. Dalla famiglia riceve un'educazione religiosa e il fatto di essere stato circonciso alla nascita, in conformità ai dogmi dell'ebraismo, gli avrebbe causato una sensazione di grande perdita, emotiva quanto fisica. I genitori divorzieranno poi verso i primi anni novanta. Frequenta le scuole presso l'accademia Beal High School, dove consegue anche il diploma.

## Carriera
Amstell fa la sua prima apparizione sul piccolo schermo nel 1993, in qualità di concorrente nel telequiz incentrato sui videogiochi GamesMaster. L'anno successivo figura poi in un episodio del programma Good Morning with Anne and Nick, dove si cimenta in un breve sketch nei panni di Dame Edna Everage (personaggio comico creato e impersonato dall'attore australiano Barry Humphries), prima, e in un episodio del telequiz per famiglie Family Catchphrase, dove si mette in mostra anche con qualche gioco di prestigio, dopo. Parallelamente a ciò, comincia a esibirsi come comico nel circuito cabarettistico inglese, risultando il finalista più giovane per l'ambito BBC New Comedy Awards.
La sua prima apparizione "professionale" in televisione avviene nel 1998, quando è assunto come presentatore per l'emittente britannica del canale per ragazzi Nickelodeon, dalla quale, però, verrà poi licenziato per il suo comportamento, ritenuto fin troppo «sarcastico e sprezzante nei confronti dei bambini».
Nel 2000 viene assunto per condurre, assieme all'allora sedicenne Miquita Oliver, il neonato programma Popworld. Inizialmente accolto non proprio entusiasticamente, lo show in seguito riesce a guadagnarsi i favori del pubblico, ottenendo un gran successo e divenendo di fatto un piccolo programma di culto per i telespettatori britannici, soprattutto i più giovani. Incentrato sulla popular music, e più in generale sulla cultura di massa, lo show vedeva Amstell e Oliver alle prese con i pettegolezzi, le notizie e le curiosità varie sul mondo della musica, con special guest impegnate di volta in volta a suonare qualche loro nuovo pezzo in studio (un po' sulla falsariga di Top of the Pops), il tutto caratterizzato dal loro umorismo via via sempre più cinico e dissacrante, soprattutto da parte di Amstell, che spesso si dilettava in surreali e provocatorie interviste, quasi al limite della derisione, con i malcapitati ospiti. Nel febbraio del 2006, sia Amstell sia Miquita Oliver abbandonano la conduzione del programma, venendo così sostituiti da Alex Zane e da Alexa Chung, che presenteranno lo show fino all'anno seguente, quando sarà cancellato definitivamente.
Nello stesso anno, diviene il conduttore del telequiz musicale a sfondo umoristico Never Mind the Buzzcocks, succedendo al ruolo storicamente ricoperto da Mark Lamarr. Amstell aveva già fatto una comparsata nel programma, come ospite, in un episodio del 2003 e, in merito al suo nuovo ruolo nello show, aveva espresso il desiderio di vincere «l'universale, inderogabile regola che quando un nuovo conduttore subentra in un vecchio show è un orribile, imbarazzante disastro». Proprio come per il precedente Popworld, Amstell conduce il programma all'insegna dell'umorismo più dissacrante e surreale, interloquendo con le celebrità ospiti nel programma in maniera apertamente derisoria o provocatoria, talvolta suscitando forti reazioni da parte delle stesse (Preston, frontman del gruppo The Ordinary Boys, concorrente in un episodio del programma, abbandonò tempestivamente lo show non appena il conduttore tirò improvvisamente fuori il libro scritto dall'allora moglie del cantante, il personaggio televisivo Chantelle Houghton, per poterne leggere e commentare un passaggio). Con la conduzione di Amstell, lo show riscuote un grandissimo successo, tanto da essere inserita al 36º posto nella lista dei 50 miglior spettacoli televisivi del decennio dalla rivista Times, e lo stesso conduttore, per il lavoro svolto nel programma, consegue numerosi premi. Di contro, nel 2010, il comico Noel Fielding, sovente collaboratore del programma nelle sue ultime edizioni, fu molto critico nei suoi confronti, asserendo di come avesse "rovinato" lo show. Fielding, infatti, sosteneva che a causa della conduzione di Amstell molte celebrità erano terrorizzate all'idea di partecipare al programma, temendo che potessero essere pubblicamente insultate o messe in ridicolo da lui. Fielding, però, ha poi negato tutto ciò.
Il 25 aprile del 2009, tramite una sua e-mail pubblicata in rete, Amstell ha reso noto che non avrebbe più condotto lo show, scegliendo piuttosto di dedicarsi ad altri progetti.
Nel 2009 gli viene commissionata dalla BBC Two la creazione di una serie televisiva di sei episodi, Grandma's House, con lo stesso Amstell, nel ruolo di un sé stesso fittizio, quale interprete protagonista. Le riprese iniziano nel febbraio del 2010, con la messa in onda nell'agosto dello stesso anno. La serie viene poi rinnovata per una seconda stagione ma, al termine di questa, la serie viene cancellata per volere dello stesso Amstell.
Nel 2015 presta la propria voce al personaggio del Direttore di Scena nel videogioco Dr. Langeskov, The Tiger, and The Terribly Cursed Emerald: A Whirlwind Heist, realizzato dallo studio indie Crows Crows Crows di William Pugh (lo stesso creatore di The Stanley Parable), per il quale riceve il plauso della critica specializzata.
Dopo aver scritto e diretto diversi cortometraggi e aver partecipato in qualità di attore, nel 2011, al film Black Pond, ricoprendovi il ruolo d'uno psicoanalista alquanto nevrotico, nel 2017 realizza Carnage, grottesco mockumentary ambientato nel Regno Unito dell'anno 2067, dove ormai il veganismo è diventato lo stile di vita preponderante. L'anno successivo, realizza invece il film Benjamin, dramma sentimentale a tema omosessuale con protagonista Colin Morgan.

## Vita privata
Attualmente residente a Londra, Amstell è dichiaratamente ateo e omosessuale, oltre che vegano e astemio.

## Filmografia

### Regista
- Carnage (2017)
- Benjamin (2018)

### Sceneggiatore
- Skins – serie TV, episodio 1x06 (2007)
- Grandma's House – serie TV, 12 episodi (2010-2012)
- Carnage (2017)
- Benjamin (2018)

### Attore
- Black Pond, regia di Tom Kingsley e Will Sharpe (2011)
- Grandma's House – serie TV, 12 episodi (2010-2012)